# (22519) Gérardklein
(22519) Gérardklein, désignation internationale (22519) Gerardklein, est un astéroïde de la ceinture principale.

## Description
(22519) Gérardklein est un astéroïde de la ceinture principale. Il fut découvert par le programme OCA-DLR Asteroid Survey le 2 mars 1998 à Caussols. Il présente une orbite caractérisée par un demi-grand axe de 2,34 UA, une excentricité de 0,115 et une inclinaison de 3,49° par rapport à l'écliptique.
Il fut nommé en l'honneur de l'acteur français Gérard Klein, né en 1942, également connu pour ses activités d'animateur de radio et chanteur de variété.

## Compléments